# Чрезвычайный и полномочный посол Финляндии в Польше
Список Чрезвычайных и полномочных послов Финляндии в Польше. Польша стала первой страной с которой в 1919 году Финляндия установила дипломатические отношения.